# 猟奇性犯罪秘録
『猟奇性犯罪秘録』（りょうきせいはんざいひろく、英: The Amazing Transplant）は、ドリス・ウィッシュマンが脚本、製作、監督を務めた1970年のアメリカ合衆国のセクスプロイテーション映画。フアン・フェルナンデス、リンダ・サザーン、ラリー・ハンターが出演。原題の直訳は『驚くべき移植』。

## ストーリー
アーサー（フアン・フェルナンデス）はプロポーズするためにメアリー（サンディ・エデン）を訪ねる。しかし彼女のイヤリングに気づくと、突如メアリーを乱暴に扱い始め、遂には彼女を絞殺してしまう。アーサーの母親（リンダ・サザーン）は息子の様子を心配して警察に勤める義理の弟ビル（ラリー・ハンター）に捜索を手伝ってくれるよう頼んだ。一方メアリーの死体が発見され、警察はアーサーを疑う。ラジオは明白な殺人事件であると報道した。
捜査の過程で、ビルは回想により生々しく語られるアーサーのレイプについて知ることとなる。アーサーは他の点では気のいい陽気な男に見えるため、驚くべき証言であった。証言にはそれぞれ異なる特徴があった。1人は暴力により失神させられた上でのレイプ、他の1人の被害者 (高校時代の知人) においてはレイプが愛のある性行為へと昇華され、別のレズビアンの被害者は嫌悪感を感じて嘔吐している。
アーサーを興奮させる原因となった、彼女たちの共通点は金のイヤリングであった。数カ月前にアーサーのペニス移植手術を行ったミード医師（バーナード・マーセル）がビルに説明する。その手術により女好きであった元のペニスの持ち主の、金のイヤリングに対する嗜好も移植された可能性があった。やがてアーサー自身もまた、その事実を知る事となった。
アーサーは娼婦に誘惑され、事に臨もうとするが金のイヤリングを着けていない彼女に身体は反応しない。絶望したアーサーは彼女の部屋にあったナイフを掴んでミード医師のもとに向かうがビルに阻止される。ビルはアーサーに「メアリーを殺したか？」と尋ねる。アーサーは「あれは自分ではない」と絞り出すように答えた。ラストでアーサーの主張が陪審により認められた。

## キャスト
- フアン・フェルナンデス: アーサー・バーレン
- リンダ・サザーン: アン・バーレン（アーサーの母）
- ラリー・ハンター: ビル・バーレン刑事（アーサーの叔父)
- オリーヴ・デネッチオ: イーディー・ストーン
- サンディ・エデン: メアリー・ソーン
- キム・ポープ: ミズ・エヴァンス
- バーナード・マーセル: シリル・ミード博士（E・B・プリースト名義）
- スザーン・ランドウ: ボビーの恋人
- ジャネット・バンゼット: ボビー・レヴァン（パット・バレット名義）

## DVD
DVDが2001年6月1日にアメリカ本国でリリースされた。